# Roberto Bruni (Schauspieler)
Roberto Bruni (* 7. Juli 1916 in Treviso; † 21. Juni 1996) war ein italienischer Schauspieler.

## Leben
Bruni machte eine Ausbildung als Buchhalter, trat aber im Alter von zwanzig Jahren im dokumentarischen Film Umbria verde der „Appia Film“ auf. Drei Jahre später debütierte der athletische, gutaussehende und sympathisch wirkende Darsteller beim Spielfilm als Dria Paolas Verlobter im musikalischen Melodram La mia canzone al vento. Nach vielversprechenden ersten Jahren – herausragend seine Interpretation des Komponisten Vincenzo Bellini in Maria Malibran – wurde Bruni mit der Ausnahme des zynischen Verführers in Il caso della vita in seinem ersten Nachkriegsfilm nur mehr in wenig bemerkenswerten Filmen als Charakterdarsteller beschäftigt.
Die Bühnenwelt sah Bruni in Compagnien der ersten Reihe wie denen von Ruggero Ruggeri, Carlo Ninchi, Andreina Pagnani und Laura Adani/Sergio Tofano. Bemerkenswert war hier sein „Sergeant O'Hara“ in Arsen und Spitzenhäubchen. In musikalischen Revuen stand Bruni neben Totò, Renato Rascel und Nino Taranto auf der Bühne, so in Michele Galdieris Bada che ti mangio! im Jahr 1949. Neben seinen darstellerischen Aufgaben widmete er sich auch der Synchronisation und Radioarbeiten.

## Filmografie (Auswahl)
- 1939: La mia canzone al vento
- 1954: Milanesi a Napoli
- 1970: Bleigewitter (Reverendo colt)
- 1981: Aiutami a sognare